# 맷 부시 (배우)
맷 부시(Matt Bush, 1986년 3월 22일 ~ )는 미국의 배우이다.

## 출연 작품
- 내 인생의 마지막 변화구 - 대니 역
- 일렉트릭 러브